# Арістова Маргарита Олександрівна
Маргарита Олександрівна Арістова (нар. 1976, Київ) — українська дипломатка. Тимчасовий повірений у справах України в Аргентинській Республіці (2019—2020). Має дипломатичний ранг Надзвичайного і Повноважного Посланника другого класу.

## Біографія
З 8 червня 2015 року — заступниця керівника департаменту — завідувач відділу в Адміністрації Президента України
У 2016—2019 рр. — Радник Посольства України в Аргентинській Республіці
У 2019—2020 рр. — Радник відділу з економічних питань Посольства України в Аргентинській Республіці, Тимчасовий повірений у справах України в Аргентинській Республіці.
З 2020 року — Радник, Заступник начальника відділу США та Канади Третього територіального департаменту Міністерства закордонних справ України.